# Werner IV van Pallandt
Werner IV van Pallandt of Palant (ca. 1480 - vóór 1 maart 1557), heer van Ruyff en Breitenbend, was van 15 juni 1502 tot 1533 pandheer en drost van het land van Wassenberg in de meest westelijke punt van het hertogdom Gulik, dat zich uitstrekte tot aan de Maas. In zijn tijd als drost vond in het Maasland de eerste golf van de Reformatie plaats, die vooral gedragen werd door anabaptistische predikers. Hij onderscheidde zich vooral als hun promotor en beschermer.

## Voorgeschiedenis
Na de Slag bij Woeringen in 1288 kwam Wassenberg onder de heerschappij van de hertogen van Brabant. In 1310 verkreeg de heer van Heinsberg het als onderpand voor een lening. Vanaf 1383 viel Brabant en dus ook het land van Wassenberg (ong. 145 km²) onder de Bourgondische hertogen. De heerschappij kwam in 1482 als erfenis van zijn vrouw in het bezit van aartshertog (later keizer) Maximiliaan I van Habsburg. Het Wassenbergse pandrecht was in het midden van de 15e eeuw overgegaan op graaf Vincenz van Moers-Saarwerden (1414-1499), die het wegens faillissement in 1480 onder curatele van hertog Willem II van Gulik-Berg plaatste. Wassenberg behoorde echter nog niet aan deze hertog toe, het ging alleen om de inkomsten uit dit drostambt. Pas in 1494 kocht de hertog Wassenberg van de Habsburgse keizer voor 1800 Rijnlandse gulden. Hiermee kwam een einde aan een periode voor het land van Wassenberg als onderdeel van de Nederlanden, die sinds Woeringen had geduurd. Het was echter nog steeds nauw verbonden met het Maasland, zoals uit het volgende zal blijken. Onder Maasland wordt hier verstaan het Nederlandstalige deel van het Maasland tussen Luik en Mook.

## De Pallandts van Wassenberg

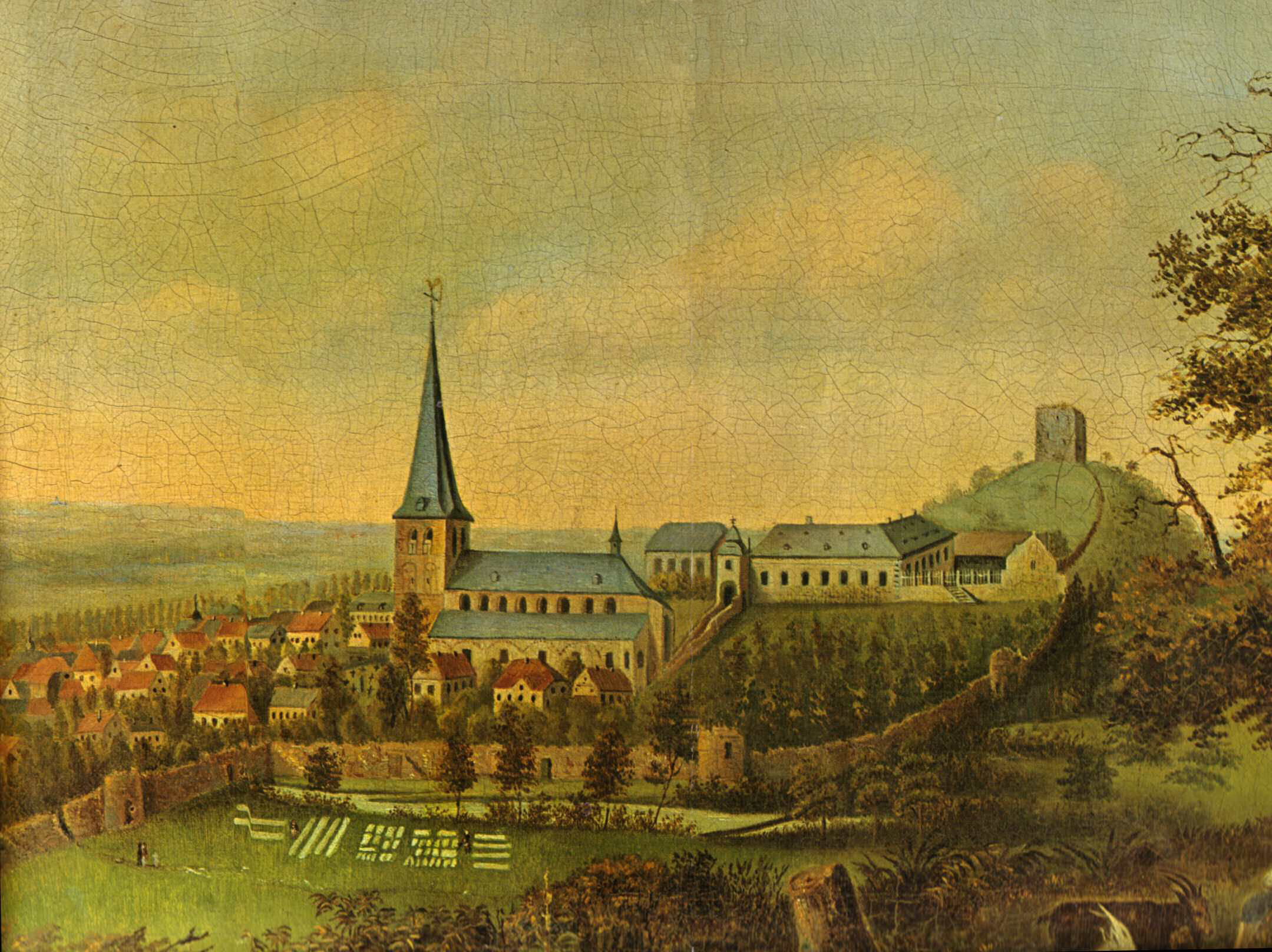
Wassenberg met kasteel in het begin van de 19e eeuw

Twee jaar later, in 1496, leende Werner III van Pallandt (ca. 1430, ⚭ 1464 Adriane von Alpen-Hönnepel) uit de rijke familie Pallandt 10144 gulden aan hertog Willem IV en kreeg als tegenprestatie het ambt Wassenberg in onderpand. Hij was de eerste Pallandt van Wassenberg, waar hij ging wonen. Hij bracht de heerlijkheid weer tot bloei.
Op 15 juni 1502 volgde zijn zoon Werner IV hem op als drost en trouwde in hetzelfde jaar met Alveradis van Oist (Oost (Limburg), een heerlijkheid ten zuidoosten van Maastricht). Hij koos als wapenspreuk: „Trouw en Recht - niemands Knecht“, maar deed jaarlijks verslag van zijn activiteiten bij de Standen van Wassenberg, een voor die tijd ongebruikelijke vorm van transparantie. Hij liet het oude bosstatuut (oude bosrol) van het Meinwegbos (nu het Nederlandse Nationaal Park De Meinweg) kopiëren, waardoor het bewaard gebleven is, en hield op 5 september 1527 een toespraak over duurzame bosbouw voor het Holzgeding. Zijn vader Werner III overleed in 1504 of kort daarna. In zijn tweede huwelijk trouwde Werner IV op 28 mei 1532 met Johanna van Bronckhorst-Batenburg, een zus van Herman van Bronckhorst-Batenburg, heer van Stein aan de Maas, wiens vier oudste zonen sneuvelden aan de kant van de Nederlandse Opstand in de beginjaren van de Tachtigjarige Oorlog.
De Pallandts waren een wijdvertakte familie in het Rijnland en de oostelijke Nederlanden. Zo kan het gemakkelijk tot verwarring komen. Zo was er een familielid dat ook Werner IV van Palant heette, heer van Sel(e)m en Wyenrade (omstreeks 1520 - 1 december 1594). Floris van Pallandt (1539-1598), heer van Wittem en Culemborg en een van de aanvoerders van het Eedverbond der Edelen behoorde tot dezelfde familie.

## Werner IV van Pallandt als beschermer van reformatoren
De Reformatie bereikte het Maasland en de verenigde hertogdommen Gulik-Kleef-Berg (waartoe immers ook Wassenberg sinds 1494 behoorde) tijdens het bewind van Johan de Vredelievende, die vanaf 1521 hun eerste gezamenlijke hertog was. Deze was een aanhanger van het humanisme en trachtte een evenwicht te vinden tussen de katholieken en de lutheranen. Door deze tolerantie waren de Verenigde Hertogdommen belangrijk voor de verbreiding van het lutheranisme, maar ook van andere richtingen, hoewel de hertogen Jan en zijn zoon Willem V minder tolerant waren tegenover de dopers, omdat die zich veel radicaler distantieerden van de oude kerk, en deels ook de wereldlijke macht ter discussie stelden. Zij maakten dus deel uit van de radicale stromingen binnen de Reformatie.
Net als de hertogen van Gulik-Kleef-Berg, voelde Werner van Pallandt zich geïnspireerd door de ideeën van het humanisme. Vanaf ongeveer 1530 werd zijn hof een toevluchtsoord voor verbannen predikers, vooral uit de rest van het Maasland. Zij vonden ook onderdak in drie naburige heerlijkheden in de westelijke punt van het hertogdom: Susteren, Born en Millen (daar vooral in Höngen). Naar hen pelgrimeerden de volgelingen in groten getale, om te kunnen blijven luisteren naar hun predikers en het Avondmaal volgens eigen ritus te kunnen vieren. Omdat Werner van Pallandt de eerste en belangrijkste heer was die toevlucht bood aan deze vervolgde predikanten, werden zij al spoedig de Wassenbergse predikanten genoemd.
Oorspronkelijk kwamen zij uit verschillende reformatorische richtingen, maar onder invloed van de dopersbeweging bepleitten zij niet alleen het avondmaal in twee gedaanten (sub utraque specie, als brood EN wijn), maar ook de geloofsdoop, enigszins onprecies ook wel volwassenendoop genoemd. Samen met hun beschermheer ontwikkelden zij zich steeds meer in doperse richting.
De hertog stond Werner van Pallandt een tijdlang toe het avondmaal in beide gedaanten te ontvangen, omdat dit niet alleen bij de dopers gebeurde. Deze toestemming gold eigenlijk alleen voor hem persoonlijk. Lange tijd liet hij echter ook de Wassenbergse drost zijn gang gaan, toen deze een grotere menigte in zijn kasteel toeliet om op deze wijze het Avondmaal te vieren. Met zijn beschermelingen ontwikkelden de opvattingen van Werner van Pallandt zich nu echter veel radicaler dan de hertog lief was geweest, namelijk in de richting van het Anabaptisme.
Vanaf 1532 vonden de gebeurtenissen plaats die zouden leiden tot de anabaptistische opstand in Münster. Zij maakten in heel Europa grote indruk op de voor- en tegenstanders. In 1532 waarschuwde hertog Jan III de drost van Wassenberg om zich niet in het kamp van de „ufruerer“ (oproerkraaiers) te begeven, hoewel hij wist dat die daar al lang was. De Wassenbergse predikanten trokken naar Münster. Door de bijna explosieve ontwikkeling werd de vervolging van de dopers overal sterk geïntensiveerd, vooral vanaf 1533, en nu ook in de Verenigde Hertogdommen.

## Gedwongen afdanking
Hertog Jan III was al lang van plan een kerkvisitatie te organiseren. Zijn doel was een hervorming die zowel de Katholieke Kerk als ten minste de lutheranen tevreden zou stellen. Op 29 oktober 1532 kwamen de hertogelijke raden voor dit doel bijeen in Dusseldorp. In elk domein moesten de drost en de leden van de ridderschap, de schout en de schepenen, en de kerkmeesters worden uitgenodigd om onder andere te getuigen over de parochiegeestelijkheid, over hun leer en hun leven, hun ambtsuitoefening en hun verhouding tot de kerkelijke orde. Op deze vergadering heeft Werner van Pallandt zijn fundamentele bezwaren herhaald tegen het plan om vertegenwoordigers van de overheid in deze zaken te ondervragen. Want godsdienst en geweten konden volgens hem niet door vorsten worden bepaald, zoals in de Augsburgse Belijdenis was voorgesteld en in 1555 bij de godsdienstvrede van Augsburg zou worden bevestigd, maar was volgens hem een zuiver persoonlijke aangelegenheid. Dit beginsel, dat nu als algemeen aanvaard wordt beschouwd, werd in die tijd vooral door de dopers aangehangen.
Ondanks deze bedenkingen werd de kerkvisitatie zoals gepland in 1533 uitgevoerd, ook in de heerlijkheden Brüggen, Wassenberg, Born, Millen en Heinsberg, die kerkrechtelijk tot het bisdom Luik behoorden, maar staatsrechtelijk onder hertog Jan III vielen. De visitatie heeft duidelijk de afvalligheid van deze gebieden van de oude kerk bewezen.
In de actuele situatie kon de hertog zijn eerdere tolerantie jegens de drost van Wassenberg niet handhaven. Hij riep zijn raadslieden op een standpunt in te nemen. Die konden begrijpen dat hij noch tegen zijn geweten in wilde handelen, noch anderen daartoe wilde dwingen en er werd geargumenteerd dat hij de vorige en de huidige hertog trouw had gediend, en nu op zijn oude dag was aangekomen. Het ontslag dat volgde was dan ook eervol, en leek meer op een pensionering. De drost kreeg het geld terug waarvoor zijn vader het ambt Wassenberg als onderpand had gekregen, en hij kon zijn bezittingen in alle rust verkopen. Op 17 december 1534 verkocht hij de uitrusting van de kasteelbrouwerij aan zijn opvolger Nicolaus von Myrbach.

## Levensavond
Werner van Pallandt verhuisde naar Keulen, waar hij zijn laatste jaren doorbracht in de Klapperhof aan de Gereonswall, later ook Palanthof genoemd. Ook na het verlies van zijn functie als drost bleef hij bevriend met de dopers. Ook later, nog tijdens de vervolgingen, verbleven predikanten en boodschappers bij hem. Begin 1534 bezocht Jacob von Ossenbruch hem, bracht hem brieven van zijn vroegere hofprediker Johannes Kloprys, en vertelde hem van de "wonderen" die in Münster gebeurd waren.
De Palanthof werd aan het eind van de 16e eeuw nog veelvuldig door dopers gebruikt als woning en als vergaderplaats. In 1569 kwamen enkele adellijke dames, waaronder ene „Jungfer von Palant“, onder verdenking te staan van wederdoop, waarvoor zij Keulen moesten verlaten.
Het ontslag van Werner IV van Pallandt, het einde van de Wassenbergse predikanten en de bloedige onderdrukking van het „Nieuwe Jeruzalem“ in Münster betekenden echter niet het einde van de doopsgezinden aan de Maas. Nog in 1628 was het merendeel van de vissers in Visserweert doopsgezind. Het waren echter Mennonieten die geen wapens op hun schepen duldden.